# Berberis microphylla
Berberis microphylla (sin. Berberis buxifolia), vazdazeleni grm iz roda žutika, porodica žutikovki, rasprostranjen po jugu Južne Amerike (Čile, Argentina, Falklandski otoci)
To je trnoviti grm s malenim narančasto–žutim cvjetovima čiji plodovi sazriju krajem ljeta. Plodovi imaju izuzetno sladak okus, a od njih mogu se pripremati džemovi, umaci i voćni kolači. Po popularnoj legendi “svako ko jede mageljanovu žutiku, opet će se vratit na zemlju”.

## Sinonimi
- Berberis antucoana C.K.Schneid.
- Berberis barilochensis Job
- Berberis buxifolia Lam.
- Berberis buxifolia var. antarctica C.K.Schneid.
- Berberis buxifolia var. antucoana (C.K.Schneid.) Orsi
- Berberis buxifolia var. gracilior Albov
- Berberis buxifolia var. microphylla (G.Forst.) Gay
- Berberis buxifolia var. nuda C.K.Schneid.
- Berberis buxifolia var. papillosa C.K.Schneid.
- Berberis buxifolia var. spinosissima Reiche
- Berberis cristata (Lam.) Lavallée
- Berberis cuneata DC.
- Berberis dulcis Sweet
- Berberis inermis Pers.
- Berberis magellanica Dippel
- Berberis marginata Gay
- Berberis microphylla var. gracilior (Albov) De Wild.
- Berberis minor J.R.Forst. ex DC.
- Berberis morenonis Kuntze
- Berberis parodii Job
- Berberis pygmaea Koehne
- Berberis spinosa Comm. ex Decne.
- Berberis spinosissima (Reiche) Ahrendt
- Berberis tricuspidata Sm. ex DC.